# التاريخ العسكري لكندا خلال الحرب العالمية الأولى

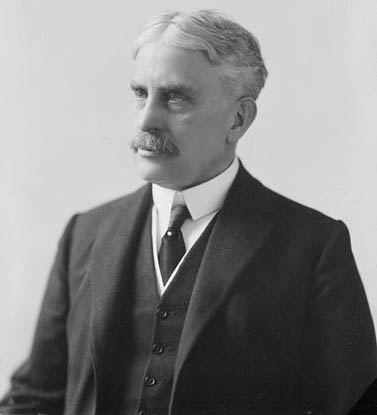

بدأ التاريخ العسكري لكندا خلال الحرب العالمية الأولى في 4 أغسطس 1914، عندما دخلت المملكة المتحدة الحرب العالمية الأولى (1914-1918) بإعلان الحرب على ألمانيا. أدى إعلان الحرب البريطاني إلى دخول كندا الحرب تلقائيًا، بسبب الوضع القانوني لكندا باعتبارها ممتلكات بريطانية وقراراتها السياسية الخارجية في أيدي البرلمان البريطاني. ومع ذلك، كان للحكومة الكندية الحرية في تحديد مستوى مشاركة البلاد في الحرب. في 4 أغسطس 1914، أعلن الحاكم العام الحرب بين كندا وألمانيا. لم تُحشد الميليشيات بل شكلت قوة استطلاع كندية مستقلة بدلًا من ذلك.
غيرت تضحيات كندا ومساهماتها في الحرب العظمى تاريخها، ومكنتها من أن تصبح أكثر استقلالية، كذلك أحدثت أيضًا شرخًا عميقًا بين السكان الناطقين بالفرنسية والإنجليزية. لأول مرة في تاريخ الجيش الكندي، قاتلت القوات الكندية باعتبارها وحدة مستلقة ومميزة، أولًا بقيادة قائد بريطاني، ثم بقيادة قائد كان قد ولد في كندا. تعتبر معارك السوم وفيمي ريدج وما أصبح يعرف فيما بعد باسم هجمات «مائة يوم في كندا» من أبرز الإنجازات العسكرية الكندية خلال الحرب العظمى. بلغ إجمالي الخسائر البشرية لكندا في نهاية الحرب 67 ألف قتيل و173 ألف جريح، من إجمالي قوة استكشافية بلغ قوامها 620 ألف شخص (39% من المحشودين كانوا ضحايا).
قدم الكنديون من أصل بريطاني -الأغلبية- دعمًا كبيرًا بحجة أن عليهم واجب القتال والدفاع عن وطنهم الأم.
وبالفعل، تحدث السير ويلفريد لوريير، على الرغم من كونه كنديًا فرنسيًا، نيابة عن غالبية الكنديين الإنجليز وقال: «من واجبنا أن نعلم بريطانيا العظمى وأن نعلم أصدقائها وأعدائها أن كل الكنديين يقفون وراء بلدهم الأم». لكن هذا لم يمنع لوريير من قيادة معارضة التجنيد الإجباري بعد ثلاث سنوات عام 1917 مع هنري بوورس. عرض رئيس الوزراء الكندي روبرت بوردن المساعدة على بريطانيا العظمى، وقبلتها الأخيرة على الفور.

## البداية

### الاستعدادات
قبل الحرب، نُظِّمت القوات البرية العسكرية باعتبارها الميليشيا الكندية، وضمت ميليشيات نشطة دائمة، وميليشيات نشطة غير دائمة. أمر رئيس الوزراء روبرت بوردن وزير الميليشيا والدفاع سام هيوز بتدريب وتجنيد جيش للخدمة في الخارج. في ذلك الوقت، كان لدى كندا جيش نظامي قوامه 3110 رجال فقط وقوات بحرية ناشئة.
على الرغم من أن رئيس هيئة الأركان العامة ويلوبي جواتكين كان يخطط لتعبئة جماعية للميليشيا الكندية، إلا أن خططه ألغيت لصالح تعبئة وتجهيز قوة برية جديدة تمامًا، وهي القوة الاستكشافية الكندية، لتكون قائمة على أساس كتائب مرقمة تابعة لوزارة منفصلة، وهي وزارة القوات الخارجية الكندية. بالرغم من نشأتها السريعة، كانت هذه الكتائب مغمورة بالمحسوبية السياسية ومفتقرة إلى نواة صلبة من الضباط المحترفين وضباط الصف.

### المشاركة
شارك 600 ألف رجل وامرأة في الحرب. بشكل عام، لم يكن الأشخاص غير البيض وأولئك الذين ولدوا في دول معادية مرحبًا بهم في الجيش. عندما تطوع السود من سيدني، نوفا سكوتيا بخدماتهم، قيل لهم، «هذا الحرب ليست لكم، هذه حرب رجال بيض». مع ذلك، شكلت منهم بعض الوحدات المنفصلة. في عام 1915، سُمح للسكان الأصليين بدخول معسكرات التجنيد وجرى قبولهم في الكتيبة 114 وبعض الكتائب الأخرى. خدم حوالي 3500 شخصًا من السكان الأصليين مع القوات الكندية، لكن هذا الرقم محل خلاف. قدمت الرابطة الكندية اليابانية في كولومبيا البريطانية قوة احتياطية متطوعة قوامها 227 رجلًا، قبل بعضهم لاحقًا في الجيش. ضمت كتيبة البناء رقم 2 جنودًا سودًا من كل من كندا والولايات المتحدة. بعد ذلك استمر فصل أكثر من ألف كندي أسود من الذين خدموا في الجيش سواء على متن السفن أو في المعسكرات. أسفرت صفقة بين الحكومة الصينية والحلفاء عن تجنيد الآلاف من الصينيين الذين شكلوا فيلق العمال الصيني، والذي تكون بشكل رئيس من الفقراء الصينيين من الشمال الذين قيل لهم إنهم سيكونون في أدوار غير قتالية. كانت الحكومة الكندية قد فرضت قيودًا على وصول جميع الآسيويين، ونزلت قوات فيلق العمال الصيني سرًا في فيكتوريا، كولومبيا البريطانية. جرى تدريبهم في محطة الحجر الصحي القديمة في ويليام هيد وشحنوا سرًا عبر كندا في شاحنات الماشية.

## الفيالق الكندية
شكلت الفيالق الكندية من قوات المشاة الكندية في سبتمبر 1915 بعد وصول الكتيبة الكندية الثانية إلى فرنسا. كان معظم جنود فيها من المتطوعين، إذ لم ينفذ التجنيد الإجباري حتى نهاية الحرب، كما جرى توسيعها بإضافة الفرقة الكندية الثالثة في ديسمبر 1915 والفرقة الكندية الرابعة في أغسطس 1916. بدأ تنظيم الفرقة الكندية الخامسة في فبراير 1917، لكنها لم تشكل بالكامل، وفككت في فبراير 1918، ووجه رجالها لتعزيز الفرق الأربع الأخرى. على الرغم من أن الفيلق كان ضمن الجيش البريطاني وتحت قيادته، كان هناك ضغط كبير من القادة الكنديين، خاصة بعد معركة السوم، لكي يقاتل الفيلق باعتباره وحدة مستقلة بدلًا من نشر أعضائه عبر الجيش بأكمله. كان يقودها في الأصل الفريق السير إدوين ألدرسون حتى عام 1916، ث/ الجنرال جوليان بينج الذي أصبح فيما بعد الحاكم العام لكندا. في المراحل اللاحقة من الحرب، كان الفيلق الكندي من بين أكثر التشكيلات العسكرية فاعلية على الجبهة الغربية.

## الجبهة الغربية

### نيوف شابيل
خاضت القوة الاستكشافية الكندية معركتها الأولى في مارس 1915 في بلدة نيوف شابيل الفرنسية. بعد وصولهم من سالزبوري بلين في إنجلترا، صدرت تعليمات للقوات الكندية بمنع الألمان من تعزيز قطاع نيوف شابيل. سيسمح هذا للجيش البريطاني الأول، بقيادة الجنرال دوغلاس هيج، بالتقدم بنجاح عبر الخطوط الألمانية وإنشاء خط جبهة جديد للحلفاء على الأراضي المحتلة.